# Peitoril
O peitoril, andorinha-de-cinta-branca ou andorinha-de-faixa-branca (Atticora fasciata) é uma ave da família das andorinhas (Hirundinidae). É encontrado na Bolívia, Brasil, especialmente na região da Amazônia, Colômbia, Equador, Guiana Francesa, Guiana, Peru, Suriname e Venezuela. Tais aves medem cerca de 15 cm de comprimento e possuem uma longa cauda bifurcada e plumagem azul escura com uma faixa peitoral branca.